# Проєкторний екран
Проєкторний екран — плоска або вигнута поверхня, яка використовується для перегляду проєкцій зображень. Екрани, які відбивають світло (світловідбиваючі екрани), мають дифузний коефіцієнт відображення, проєкційні екрани для задньої проєкції потребують дифузно-розсіювальної передачі.
Поверхнею для екрана може бути, наприклад, біла тканина (фарбована або звичайне обприскане полотно) або біла стіна в кімнаті. Однак краще відтворення зображення досягається, лише зі спеціальними проєкторними екранами. Вони, як правило, виконані в вигляді відведеної підйомної металічної завіси, що встановлюється на штативі або розтягується на рамі. Насправді ці тканини раніше були зроблені з льону або бавовни. Більшість тканин з покриттям зі скловолокна є вогнестійкими та використовуються для запобігання деформацій.
У кіно криволінійні поверхні часто використовуються, щоб забезпечити більш широкий кут огляду глядача. Вигнуті екрани безумовно необхідні в куполах планетаріїв і ІМАХ Dome-Kinos. Для підготовки промовців за екраном є акустичні прозорі екрани через мікроперфорацію. Для спеціальних застосувань увігнутого дзеркала використовуються екрани з металевими покриттями (як мішура алюмінію в синтетичній емалі), які мають значно вищий коефіцієнт яскравості центральної області.
Прозорі екрани для зворотної проєкції виготовляються покриттям матового скла або пластикових листів. Для спеціальних вимог може бути надана Лінза Фребеля на встановлення додаткового освітлення. Використання в компактних одиницях проєкції. Чим менша нерівномірність і біліша поверхня, тим більш реалістичне зображення відтворюється. Для мобільних проєкторних екранів для перегляду фільмів в автомобілі й на відкритому повітрі використовуються надувні версії (Airscreen).